# Amazônia: Nossa Luta em Poesia
Amazônia: Nossa Luta em Poesia foi o álbum de toadas do Boi Caprichoso para o Festival Folclórico de Parintins no ano de 2022. No ano, Caprichoso voltou a ser campeão, seu último título havia sido conquistado em 2018. O álbum foi lançado no dia 29 de abril de 2022, com a festa de lançamento acontecendo no mesmo dia, no Curral Zeca Xibelão.
O tema, foi feito como um manifesto em defesa a Amazônia, falando sobre o desmatamento e a invasão do território, ao mesmo tempo tentando gerar visibilidade pras lutas indígenas. O tema, foi anunciado também no Curral Zeca Xibelão no dia 30 de outubro de 2021, durante a festa de aniversário de 108 anos do Boi.

## Antecedentes

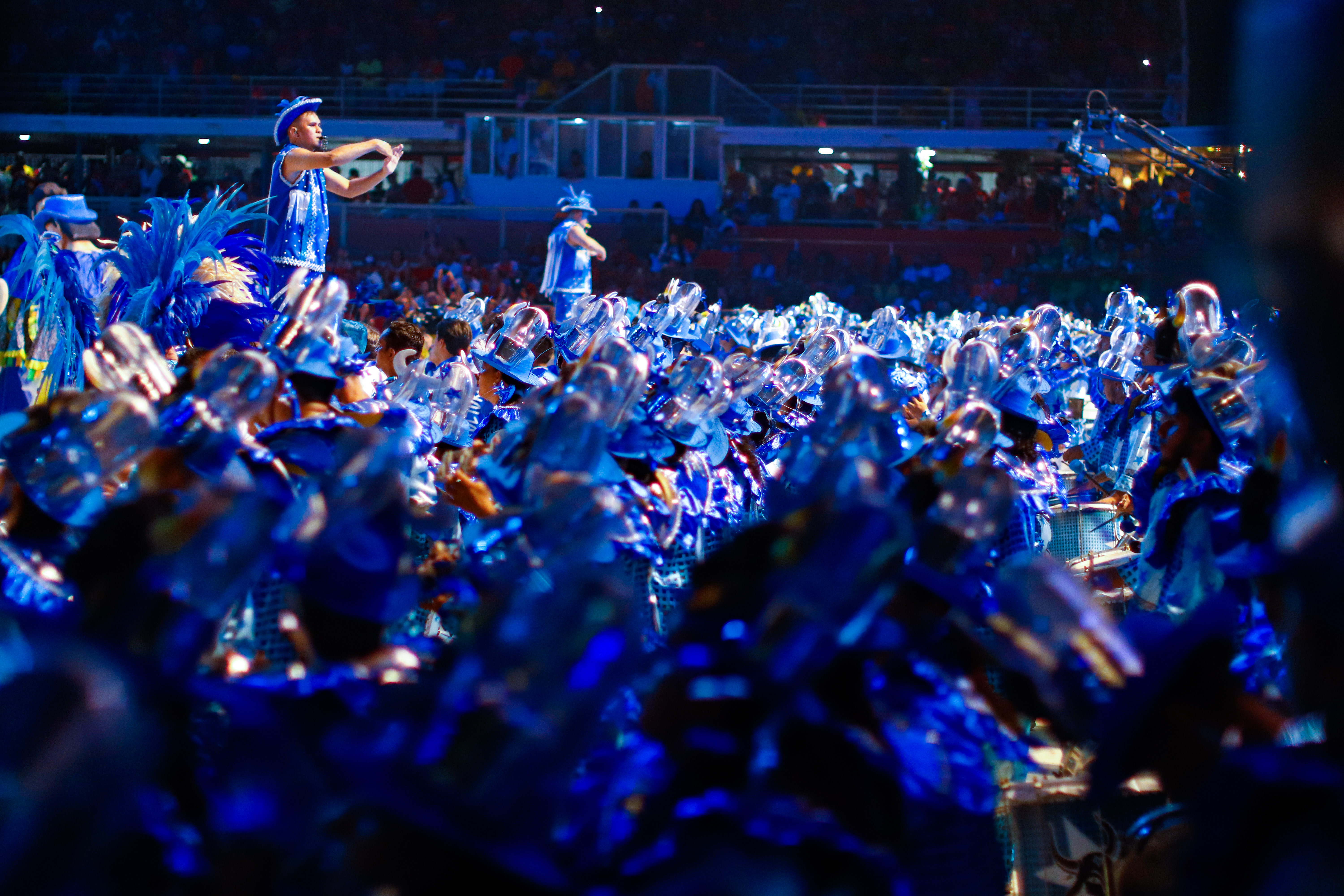
Marujada de Guerra do Boi Caprichoso

A história da origem do Boi Caprichoso é coberta de controvérsias e ainda é muito desconhecida, porém a história mais aceita atualmente é que o Boi Bumbá Caprichoso tenha sido fundado em 1913, por Roque Cid. A oficialização de ambos os bois Caprichoso e Garantido só foi acontecer com o surgimento do Festival Folclórico de Parintins, no ano de 1965. Acontece que, apenas em 1969, Caprichoso garantiu o primeiro campeonato no festival, quando venceu de Garantido, também chamado de contrário pela torcida azulada.
Posteriormente, em 2017, o Boi voltaria a ser campeão, com o tema "A Poética do Imaginário Caboclo", e sendo bicampeão com o título de 2018, quando levou para o Bumbódromo o tema "Sabedoria Popular: Uma revolução ancestral". No ano seguinte, Caprichoso perdeu para o contrário, e em 2020 e 2021, não aconteceram as edições do festival por conta da Pandemia de COVID-19.

### Preparação para 2022
Em 30 de outubro de 2021, durante a comemoração de aniversário de 108 anos de Caprichoso, o tema foi anunciado no clima de festa do Curral Zeca Xibelão, prometendo ser um manifesto em defesa a Amazônia e seus povos, criticando a invasão dos territórios, o desmatamento, e outros problemas ecológicos dentro da floresta. Além disso, também exaltou no Bumbódromo, a cultura desses povos, e seus rituais.

## Faixas
As faixas tem participação do levantador de toadas Patrick Araújo, do apresentador Edmundo Oran, e da Marujada de Guerra do Boi Caprichoso.
| N.º | Título                                                        | Compositor(es)                                                                     | Duração |  |
| 1.  | "É Festa de Novo!"                                            | Adriano Aguiar                                                                     | 3:52    |  |
| 2.  | "Amazônia: Nossa Luta em Poesia - Manifesto do Povo Floresta" | Adriano Aguiar, Edvander Batista, Edwan Oliveira, Ericky Nakanome, Ronaldo Barbosa | 4:26    |  |
| 3.  | "Bela Valentina"                                              | Rodrigo Bitar, Caetano Medeiros, Serginho Cid, Sinny Lopes                         | 3:17    |  |
| 4.  | "A Ilha Vai Estremecer"                                       | Patrick Araújo                                                                     | 3:30    |  |
| 5.  | "Estandarte da Nação"                                         | Júnior Dabela, Murilo Maia, Roberto Junior, Yomarley Holanda                       | 2:45    |  |
| 6.  | "Tá de Volta Meu Boi Caprichoso"                              | Adriano Aguiar, Uendel Pinheiro                                                    | 2:59    |  |
| 7.  | "Deusa da Cultura Popular"                                    | Amaury Vasconcelos, Gean Souza, Igor Medeiros, Victtor Schaefer                    | 3:20    |  |
| 8.  | "A Friagem"                                                   | Ronaldo Barbosa                                                                    | 4:27    |  |
| 9.  | "Cultura Que Resiste!"                                        | Guto Kawakami, João Leão, Juarez Lima Filho                                        | 3:30    |  |
| 10. | "Guerreira das Lutas"                                         | Frank Ricardo, Judson Souza, Klinger Lyra                                          | 3:29    |  |
| 11. | "Maraká'yp"                                                   | André Samuel, Laércio Bentes, Miguel de Oliveira, Tássio Alecrim, Vanessa Aguiar   | 3:28    |  |
| 12. | "Gente-Floresta"                                              | Geovane Bastos, Ligiane Gaspar, Malheiros Júnior                                   | 4:16    |  |
| 13. | "Senhor das Águas"                                            | Adriano Aguiar, Paulo Victor Carvalho                                              | 3:02    |  |

## Ao Vivo no Bumbódromo
Após o campeonato, o Boi Caprichoso lançou nas plataformas digitais uma versão do álbum ao vivo no Bumbódromo com 28 faixas, um pouco mais do que o dobro de faixas do álbum de estúdio, já que contava com as apresentações da Marujada de Guerra, e outros tipos de apresentações musicais não relacionadas as toadas originalmente lançadas, mas obviamente, não excluindo-as.